# Sofiane Hanni
Sofiane Hanni (Ivry-sur-Seine, 29 de dezembro de 1990), é um futebolista Argelino que atua como meio-campo. Atualmente, joga pelo Al-Ahli.

## Carreira
Hanni representou o elenco da Seleção Argelina de Futebol no Campeonato Africano das Nações de 2017.